# Флаг Кыштыма
Флаг муниципального образования Кышты́мский городской округ Челябинской области Российской Федерации — опознавательно-правовой знак, служащий официальным символом муниципального образования.
Флаг утверждён 11 апреля 2002 года как флаг муниципального образования «Город Кыштым» (после муниципальной реформы 2006 года — Кыштымский городской округ) и внесён в Государственный геральдический регистр Российской Федерации с присвоением регистрационного номера 951. День герба и флага — 11 апреля.

## Описание
«Прямоугольное зелёное полотнище с соотношением ширины к длине 2:3, воспроизводящее в центре изображения фигур из герба города Кыштыма: две зелёные горы, окаймлённые белой тонкой полосой, первая из которых выше, и белое трёхэтажное здание о трёх фронтонах, средний из фронтонов выше и имеет прямую крышу; верхний край полотнища голубой, нижний — синий».

## Обоснование символики
На флаге города Кыштыма, составленного на основе герба, гармонично отражены его природные особенности и история становления города.
Главной фигурой флага является памятник истории и архитектуры города Кыштыма «Белый дом» — дом потомков основателя города и владельца двух заводов Никиты Демидова. Со времён основания города и до наших дней, эти заводы, а ныне Кыштымский медеэлектролитный завод и Кыштымский машиностроительный завод, сохраняют и продолжают исторические традиции и являются крупнейшими предприятиями города.
«Белый дом» изображён на фоне двух горный вершин окрестностей города (Егоза и Сугомак), воспетых в стихах и песнях местных поэтов и композиторов.
Зелёный цвет гор свидетельствует о том, что горы покрыты лесами и Кыштым расположен в горно-лесной зоне.
Голубой цвет символизирует город как «край голубых озёр» и чистого неба.
Белый цвет (серебро) — символ простоты, совершенства, мудрости, благородства, мира, взаимосотрудничества.